# SoulCalibur
SoulCalibur est un jeu de combat développé par Namco sorti sur arcade en 1998, puis sur Dreamcast en 1999 à la sortie de la console.
La version Dreamcast de SoulCalibur, encore plus impressionnante que la mouture arcade, est l'un des seuls jeux vidéo à avoir reçu la note parfaite sur IGN et sur GameSpot. De plus, il a bénéficié de la note parfaite de la part de Famitsu (40/40), ce qui le classe comme l'un des meilleurs jeux de tous les temps. Certains joueurs voient d'ailleurs en ce jeu celui qui a révélé les capacités de la console de Sega.
En 2008, un remake HD sort sur la Xbox 360.
En 2012, près de 14 ans après sa sortie, Namco sort une adaptation du jeu sur l'iPhone et l'iPad. Celle-ci n'est cependant plus disponible au téléchargement.

## Histoire
Suite directe de Soul Blade, SoulCalibur suit l'histoire à partir du moment où Siegfried parvient à battre Cervantes de Leon et lui dérobe Soul Edge. Cependant, le pouvoir maléfique de Soul Edge s'empare du corps de Siegfried, faisant de lui Nightmare et semant terreur et désolation à travers toute l'Europe de l'Ouest.
C'est à ce moment que l'épée SoulCalibur ("Soul" signifiant "Âme" et "Calibur" étant le suffixe de "Excalibur", l'épée sacrée de la légende arthurienne), l'égale opposée de Soul Edge, fait son apparition. Cette épée des esprits, aussi mystique et légendaire que Soul Edge, n'a d'autre but que de venir à bout des actes maléfiques de cette dernière.
L'histoire se passe en 1586.

## Système de jeu
Le joueur contrôle un personnage armé dans un jeu de combat en 3D. Deux boutons permettent de frapper avec l'arme (coups horizontaux, coups verticaux), un troisième de porter des coups de pied, tandis que le dernier permet de parer les coups adverses. Les combinaisons de touches déclenchent d'autres attaques : il est possible à la manière de Street Fighter II de faire des mouvements spéciaux combinant touches de déplacement et touches d'attaque en un certain timing.

## Personnages
Un de ses principaux attraits vient du fait que les personnages sont très diversifiés et atypiques. Ces derniers permettent au joueur de choisir parmi un très large éventail de caractères, ce qui facilite l'identification au personnage ainsi que l'immersion dans le jeu. Au fil des parties, de nombreux combattants viennent enrichir la liste des dix personnages de base. Ceux-ci possèdent tous une arme qui leur est propre : épée, hache, bâton, nunchaku, katana...
Les personnages
Personnages de départ :
- Voldo : se bat avec six lames placées au dos de ses mains. Ce personnage est difficile à maîtriser dans la mesure où ses attaques normales ne sont pas dévastatrices. Mais il se bat mieux quand il est au sol ou à 4 pattes.
- Ivy : se bat avec une épée/fouet. On peut passer d'un mode à l'autre assez facilement et effectuer une série d'attaques impressionnantes.
- Sophitia : se bat avec une épée et un bouclier. Très rapide, elle prendra le parti des Air Combo pour anéantir son adversaire.
- Mitsurugi : Samouraï très rapide. Ses attaques sont fluides et font généralement voler l'adversaire. Il peut aussi se servir du fourreau de son épée pour se protéger.
- Kilik : se bat avec un bâton dont on se servira surtout pour garder les adversaires à distance.
- Xianghua : se bat avec une épée. Personnage aux courtes attaques et aux nombreuses combinaisons de protection (repoussant l'adversaire une demi seconde, le temps de contre-attaquer). De même que Voldo, maîtriser ses meilleures techniques n'est pas facile mais l'ordinateur s'en sort extrêmement bien en mode difficile.
- Maxi : se bat avec des nunchakus. Son style est basé sur une attaque infinie. On peut, même en changeant de touche d'attaque, attaquer sans s'arrêter.
- Nightmare : Il ne se bat ni plus ni moins qu'avec Soul Edge. De même qu'Astaroth, il peut paraître lent, mais ses techniques de maniement de l'épée sont puissantes.
- Taki : se bat avec des lames courtes et est très rapide. Elle est une ninja chasseuse de démon.
- Astaroth : se bat avec une énorme hache. Semble lent au départ, mais une bonne connaissance peut en faire un personnage redoutable.

Personnages secrets :
- Hwang : Mêmes attaques que dans Soul Blade.
- Yoshimitsu : A les mêmes attaques que dans la saga Tekken dont il provient. C'est sûrement le personnage le plus amusant du jeu.
- Lizardman : un mélange de Sophita et de Voldo dans son jeu avec bouclier et attaque au sol.
- Siegfried : reprend le style de Nightmare (c'est le même personnage à quelques attaques près).
- Rock : a un style similaire à celui d'Astaroth mais a les mêmes attaques que dans le jeu "Soul Blade" précédemment sorti sur PlayStation.
- Seong Mina : mêmes attaques que dans l'opus précédent de la saga. A fortement inspiré les attaques de Kilik.
- Cervantes de Leon : c'est le boss de Soul Blade et premier possesseur de Soul Edge. Siegfried l'ayant terrassé prit l'épée et devint Nightmare... Cervantes peut par exemple se téléporter au-dessus de son adversaire pour lui retomber dessus comme une masse, foncer sur son adversaire, lui planter ses épées dans le ventre et le projeter en avant... C'est un personnage assez technique et difficile à maîtriser.
- Edge Master : reprend au hasard le style de n'importe quel personnage.
- Inferno : reprend le style de tout le monde avec 2 techniques en plus. Il peut prendre son adversaire, s'envoler avec lui, et le faire retomber lourdement au sol. Il peut aussi s'envoler un mètre au-dessus du sol, et parcourir tout le terrain en tourbillonnant. Provoquant de lourds dégâts chez l'adversaire (ou votre sortie du terrain). Ce personnage était aussi l'âme de Soul Edge et on pouvait l'affronter dans Soul Blade sous le nom de Soul Edge (après avoir battu Cervantes. C'est également le boss du jeu.

D'une manière générale, les personnages ont une ressemblance physique et martiale aux personnages de Tekken, les deux franchises étant éditées par Namco.
On pourra ainsi mentionner la ressemblance entre :
- Maxi/Law
- Xianghua/Xiaoyu
- Astaroth/Jack
- Ivy/Nina
- Hwang/Hwoarang
- Seung Mina/Julia
- Yoshimitsu est un personnage déjà présent à l'origine de Tekken
- Kilik/Jin

## Thèmes musicaux
Les thèmes musicaux viennent soutenir le travail illustratif, faisant de SoulCalibur un des fleurons de sa catégorie à l'époque de sa sortie[réf. nécessaire].

## Accueil

### Critique
- Gamekult : 9/10[3]

### Récompense
En 2000, SoulCalibur est nommé par l'Academy of Interactive Arts and Sciences et remporte un D.I.C.E. Award du meilleur jeu vidéo sur console pour l'année 2000.